# Poecilopsyra
Poecilopsyra är ett släkte av insekter. Poecilopsyra ingår i familjen vårtbitare.
Kladogram enligt Catalogue of Life:
| Poecilopsyra | \| \| Poecilopsyra brevis \| \| \| \| \| \| Poecilopsyra octoseriata \| \| \| \| |
|              | \| \| Poecilopsyra brevis \| \| \| \| \| \| Poecilopsyra octoseriata \| \| \| \| |
|              | Poecilopsyra brevis                                                              |
|              |                                                                                  |
|              | Poecilopsyra octoseriata                                                         |
|              |                                                                                  |